# أبو القاسم الداركي
أبو القاسم عبد العزيز بن عبد الله بن محمد بن عبد العزيز الداركي (ت 375هـ)، أحد أئمة الشافعية ومن أصحاب الوجوه المجتهدين.
تفقه على أبي إسحاق المروزي، وتفقه عليه الشيخ أبو حامد الإسفراييني، وعامة شيوخ بغداد وغيرهم من أهل الآفاق.
وانتهى إليه التدريس في بغداد، وانتفع به خلق كثير، وكان أبوه محدِّثَ أصبهان في وقته.
قال الشيخ أبو حامد الإسفراييني: «ما رأيت أفقه من الداركي».
وكان إذا جاءته مسألة يُستفتى فيها تفكر طويلاً، ثم أفتى فيها، وربما كانت فتواه خلاف مذهب الشافعي وأبي حنيفة، فيقال له في ذلك، فيقول: «الأخذ بالحديث عن رسول الله صلَّى الله عليه وسلَّم أولى من الأخذ بقول الشافعي وأبي حنيفة إذا خالفاه». وهذا الكلام إنما يصح فيمن بلغ رتبة الاجتهاد فقط.

## وفاته
توفي الداركي في ثالث عشر شوال سنة خمس وسبعين وثلاثمائة (375هـ) وهو ابن نيف وسبعين سنة، ودفن يوم الجمعة في الشونيزية في بغداد.